# Danmarks runeindskrifter EM85;432H
DR EM85;432H är en medeltida putsinskrift i kalkputs i Lyngsjö kyrka, Lyngsjö socken och Kristianstads kommun. Påträffad i samband med renoveringsarbete av kyrkan, år 1992.

## Inskriften
Translitterering av runraden:
× gesus ⁞ k͡rist …[sih]ni ⁝ þæn · ær mik ⁝ skref ⁝
Normalisering till äldre fornsvenska:
Iesus Krist signi þann ær mik skræif.
Översättning till nusvenska:
Jesus Krist signe den, som skrev mig.
En god parallell på danskt område finns på ett runristat rökelsekar från Ulbølle på Fyn (DR 183), där det bland annat står guþ : sihnn : þæn : mik : kørþæ ”Gud signe den som gjorde mig”.